# Rektifikacija (kemija)
Rektifikacijo uporabljamo v primerih, ko z diferencialno ali ravnotežno destilacijo ne moremo doseči zadovoljive ločitve. Gre za kontinuirno separacijsko tehniko za ostre ločitve.